# Love balance
『love balance』（ラブ・バランス）は1998年12月2日にビクターエンタテインメント／Invitationから発売された久宝留理子の9枚目のアルバム。規格品番はVICL-60322。

## 概要
- レコード会社移籍後初アルバム。楽曲スタッフはEpic/SonyRecords時代から継続している。
- 昨年（1997年）はベスト・アルバムのみ発売の為、オリジナル・アルバムは2年ぶり。
- 大沢誉志幸がデビュー・シングル「プラスチック・マン・ライフ」から8年ぶりに楽曲提供。
- 全曲久宝が作詞を手掛ける（うち3曲作詞・作曲）
- スリーブケースによる永続仕様。
- 1998年発売CDは既に廃盤となったが、2015年にMEG-CD仕様で再発。MEG-CD販売会社移行の都合上、2020年に再々発[2]。
- 2023年11月8日、JVCケンウッド・ビクターエンタテインメント／Invitationよりダウンロードやストリーミング配信された。

## 収録曲
| 全作詞: 久宝留理子。 |                                          |            |            |          |      |
| #                    | タイトル                                 | 作詞       | 作曲       | 編曲     | 時間 |
| 1.                   | 「雨やどり」                             | 久宝留理子 | 桑村達人   | 松本晃彦 | 4:33 |
| 2.                   | 「ストーリーは転がっている」             | 久宝留理子 | 井上慎二郎 | 松本晃彦 | 4:08 |
| 3.                   | 「CAT FOOD」                             | 久宝留理子 | 大沢誉志幸 | 中山弘   | 5:18 |
| 4.                   | 「プロポーズ〜お嫁さんになってあげる〜」 | 久宝留理子 | 久宝留理子 | CHOKKAKU | 4:47 |
| 5.                   | 「二人日和」                             | 久宝留理子 | 羽田一郎   | CHOKKAKU | 4:39 |
| 6.                   | 「News」                                 | 久宝留理子 | 白石紗澄李 | 松本晃彦 | 3:25 |
| 7.                   | 「Happiness」                            | 久宝留理子 | 久宝留理子 | 中山弘   | 4:15 |
| 8.                   | 「Happy Christmas & Happy New Year」     | 久宝留理子 | 水島康宏   | 遠山淳   | 5:49 |
| 9.                   | 「しょうがない人」                       | 久宝留理子 | 川村結花   | CHOKKAKU | 4:53 |
| 10.                  | 「羽根」(Album Version)                  | 久宝留理子 | 久宝留理子 | 中山弘   | 5:22 |
| 合計時間:            | 合計時間:                                | 合計時間:  | 合計時間:  | 47:09    |      |

## 参加ミュージシャン
| 雨やどり - Drums：江口信夫 - E.Bass：萩原"メッケン"基文 - A.Guitar：小倉博和 - E.Guitar：小倉博和・是永巧一 - Keyboards：松本晃彦 - Synthesizer Programming：森下晃 - Background Vocal＆Chorus：久宝留理子・佐々木久美・国分友里恵 ストーリーは転がっている - Drums：江口信夫 - E.Bass：萩原"メッケン"基文 - Guitars：古川昌義 - Keyboards：松本晃彦 - Synthesizer Programming：森下晃 - Background Vocal＆Chorus：久宝留理子 CAT FOOD - Drums：山木秀夫 - Percussion：浜口茂外也 - E.Bass：美久月千晴 - Guitars：中山弘 - Keyboards＆Organ：上杉洋史 - Fender Rhodes：中西康晴 - Synthesizer Programming：大竹徹夫 - Background Vocal＆Chorus：久宝留理子・菊池あゆみ プロポーズ〜お嫁さんになってあげる〜 - E.Bass：松原秀樹 - Other Instruments：CHOKKAKU - Background Vocal＆Chorus：久宝留理子 二人日和 - All Instruments：CHOKKAKU | NEWS - Drums：江口信夫 - E.Bass：萩原"メッケン"基文 - A.Guitar：小倉博和 - E.Guitar：是永巧一 - Keyboards：松本晃彦 - Synthesizer Programming：森下晃 - Blues Harp：八木のぶお - Background Vocal＆Chorus：久宝留理子・佐々木久美・国分友里恵 Happiness - Drums：松永俊弥 - E.Bass：美久月千晴 - Guitars：中山弘 - Keyboards：五十嵐宏治 - Synthesizer Programming：大竹徹夫 - Tambourine,Background Vocal＆Chorus：久宝留理子 Happy Christmas＆Happy New Year - Keyboards：遠山淳 - E.Bass：美久月千晴 - Guitars：小倉博和 - Percussion：三沢またろう しょうがない人 - E.Bass：松原秀樹 - Other Instruments：CHOKKAKU - Background Vocal＆Chorus：久宝留理子 羽根（Album Version） - Drums：山木秀夫 - E.Bass：美久月千晴 - Guitars：中山弘 - Keyboards：五十嵐宏治 - Synthesizer Programming：大竹徹夫 - Background Vocal＆Chorus：久宝留理子 |

### 曲解説
雨やどり
21stシングル。
テレビ朝日系「ウィークエンドライブ 週刊地球TV」エンディングテーマ。
プロポーズ〜お嫁さんになってあげる〜
「雨やどり」C/W。当初シングル化の予定は無かったが、CHOKKAKUの希望により今作より先行してシングルカットされた。
Happiness
TBS系『ここがヘンだよ日本人』エンディングテーマ。（1999年1月〜3月）
しょうがない人
20thシングル。
レコード会社移籍第1弾。
TBS系「男3人ブラ珍クイズ旅」エンディングテーマ。
羽根（Album Version）
「しょうがない人」C/Wアルバムバージョン。